# Scaptodrosophila obsoleta
Scaptodrosophila obsoleta är en tvåvingeart som först beskrevs av John Russell Malloch 1923.  Scaptodrosophila obsoleta ingår i släktet Scaptodrosophila och familjen daggflugor.